# کژشتف کووومانسکی
کژشتف کووومانسکی (انگلیسی: Krzysztof Kołomański؛ زادهٔ ۱۶ اوت ۱۹۷۳) قایقران کانو اهل لهستان است.